# European Rugby Continental Shield
European Rugby Continental Shield – coroczne rozgrywki dla europejskich klubów rugby union, stanowiące eliminacje do rozgrywek European Rugby Challenge Cup, odbywające się od 2014 do 2019. Ich organizatorem były European Professional Club Rugby, Rugby Europe i Federazione Italiana Rugby. Nazwa European Rugby Continental Shield została nadana rozgrywkom w sezonie 2016/2017, wcześniej nosiły one nazwę European Rugby Challenge Cup Qualifying Competition.

## Historia
Rozgrywki zostały zapoczątkowane w 2014 jako eliminacje do rozgrywek European Rugby Challenge Cup, stanowiących drugi poziom międzynarodowych rozgrywek klubowych w Europie. Zgodnie z ustaleniami podjętymi przy reorganizacji systemu rozgrywek klubowych w Europie, awans do Challenge Cup miały zdobyć dwie najlepsze drużyny Continental Shield (wówczas pod nazwą Qualifying Competition). Rozgrywki przeznaczono dla klubów z krajów z pierwszej dywizji rozgrywek Pucharu Narodów Europy (w 2016 jej miejsce zajęły zmagania Rugby Europe International Championships) – grupującej najlepsze drużyny rugby w Europie spoza krajów uczestniczących w Pucharu Sześciu Narodów – oraz z występujących w tym Pucharze Włoch.
Pierwsza edycja rozgrywek odbyła się w 2014 w formacie obejmującym tylko cztery drużyny (rozgrywki zorganizowano tuż przed rozpoczęciem sezonu Challenge Cup 2014/2015). W drugiej edycji w 2015 wzięło udział 6 drużyn, w kolejnych po 8 drużyn, a w sezonie 2018/2019 ponownie 6 drużyn. Dodatkowo, począwszy od drugiej edycji, w fazie finałowej rozgrywek uczestniczyły także obie drużyny, które w poprzednim sezonie uzyskały awans do Challenge Cup. Od sezonu 2016/2017 rozgrywki nosiły nazwę European Rugby Continental Shield.

## System rozgrywek
W pierwszym sezonie rozgrywek (2014) cztery drużyny podzielono na dwie pary i każda z nich rozegrała dwumecz. Zwycięzcy obu dwumeczów awansowali do rozgrywek Challenge Cup.
Począwszy od kolejnego sezonu rozgrywek uczestniczące w nim drużyny dzielono na dwie grupy, w 2015 – trzyzespołowe, a od sezonu 2015/2016 – czterozespołowe. Każda drużyna w grupie rozgrywa cztery mecze, przy czym jej przeciwnikami są drużyny z drugiej grupy. Od sezonu 2017/2018 wprowadzono dodatkowy etap play-off, w którym uczestniczą po dwie najlepsze drużyny z każdej grupy: zwycięzca jednej grupy rozgrywa dwumecz z drugą drużyną drugiej grupy.
O awans do Challenge Cup walczyły w kolejnych dwóch dwumeczach dwie najlepsze drużyny rozgrywek z obecnego sezonu (w sezonach od 2015 do 2016/2017 zwycięzcy grup, od sezonu 2017/2018 zwycięzcy play-off) oraz dwie najlepsze drużyny z poprzedniego sezonu (w obecnym uczestniczące w rozgrywkach Challenge Cup). Do 2017 w każdej parze play-off o awans uczestnik obecnych rozgrywek spotykał się z drużyną, która awansowała do Challenge Cup w poprzednim sezonie. Począwszy od 2018 drużyny, które awansowały do Challange Cup w poprzednim sezonie walczyły między sobą (stanowi to jednocześnie rewanż za finał rozgrywek z poprzedniego sezonu), a w drugim dwumeczu spotykały się dwie najlepsze drużyny z obecnego sezonu Continental Shield. Zwycięzcy tych play-off awansowali do rozgrywek Challenge Cup w następnym sezonie.
Wyjątkiem była sytuacja z 2018, gdy organizator europejskich pucharów, European Professional Club Rugby, podjął decyzję o niedopuszczeniu do udziału w Challenge Cup zwycięzcy jednego z play-off, niemieckiej drużyny Heidelberger RK. Było to spowodowane faktem, że w rozgrywkach występuje inny klub należący do tego samego właściciela, co mogłoby mieć wpływ na wyniki. W to miejsce zakwalifikowano pokonaną przez zespół z Heidelbergu w play-off rumuńską drużynę Timișoara Saracens.
W sezonach 2016/2017 i 2017/2018 rozgrywany był ponadto finał Continental Shield, w którym uczestniczyły dwie drużyny, które w danym sezonie zdobyły awans do Challenge Cup. Miał on miejsce w tym samym dniu i w tej samej miejscowości, co finał European Rugby Challenge Cup. W sezonie 2018/2019 nie zaplanowano rozegrania takiego finału.

## Uczestnicy rozgrywek
W pierwszej edycji rozgrywek wzięły udział drużyny z Włoch, Rumunii i Gruzji. W kolejnym roku dołączyły ekipy z Hiszpanii, Rosji i Portugalii, a w sezonie 2015/2016 – także z Belgii i Niemiec.
Statystyka uczestnictwa klubów z poszczególnych krajów (w nawiasach – liczba drużyn, które awansowały do Challenge Cup w poprzednim sezonie i w obecnym uczestniczyły wyłącznie w rozgrywkach fazy play-off):
| Kraj       | Sezon 2014 | Sezon 2015 | Sezon 2015/2016 | Sezon 2016/2017 | Sezon 2017/2018 | Sezon 2018/2019 |
| ---------- | ---------- | ---------- | --------------- | --------------- | --------------- | --------------- |
| Włochy     | 2          | 3 (+1)     | 3 (+1)          | 4               | 4               | 4               |
| Rumunia    | 1          | 0 (+1)     | 1               | 0 (+1)          | 1               | 0 (+1)          |
| Gruzja     | 1          | 0          | 0               | 0               | 1               | 1               |
| Rosja      | 0          | 1          | 0 (+1)          | 1 (+1)          | 0 (+2)          | 0 (+1)          |
| Hiszpania  | 0          | 1          | 1               | 1               | 0               | 0               |
| Portugalia | 0          | 1          | 1               | 0               | 1               | 0               |
| Niemcy     | 0          | 0          | 1               | 1               | 1               | 0               |
| Belgia     | 0          | 0          | 1               | 1               | 0               | 1               |

## Wyniki rozgrywek
Wyniki play-off o awans do Challenge Cup (awansowali zwycięzcy poszczególnych play-offów – z wyjątkiem roku 2018, gdy nie dopuszczono do rozgrywek Heidelberger RK, a udział w Challenge Cup przyznano pokonanej w play-off drużynie Timișoara Saracens):
| Sezon     | Zwycięzca play-off 1 | Przegrany play-off 1 | Zwycięzca play-off 2                            | Przegrany play-off 2                                   |
| --------- | -------------------- | -------------------- | ----------------------------------------------- | ------------------------------------------------------ |
| 2014      | Rovigo Delta         | Tbilisi Caucasians   | Lupii București                                 | Calvisano                                              |
| 2015      | Jenisiej-STM         | Baia Mare            | Calvisano                                       | Rovigo Delta                                           |
| 2015/2016 | Jenisiej-STM         | Rovigo Delta         | Timișoara Saracens                              | Calvisano                                              |
| 2016/2017 | Jenisiej-STM         | Mogliano             | Krasnyj Jar                                     | Timișoara Saracens                                     |
| 2017/2018 | Jenisiej-STM         | Krasnyj Jar          | Heidelberger RK niedopuszczony do Challenge Cup | Timișoara Saracens mimo porażki awans do Challenge Cup |
| 2018/2019 | Jenisiej-STM         | Timișoara Saracens   | Calvisano                                       | Rovigo Delta                                           |

Wyniki finałów Continental Shield:
| Sezon     | Zwycięzca    | Wynik | Przegrany       | Miejsce  |
| --------- | ------------ | ----- | --------------- | -------- |
| 2016/2017 | Jenisiej-STM | 36:8  | Krasnyj Jar     | Edynburg |
| 2017/2018 | Jenisiej-STM | 24:20 | Heidelberger RK | Getxo    |